# 13869 Фруґе
13869 Фруґе (13869 Fruge) — астероїд головного поясу, відкритий 8 січня 2000 року.
Тіссеранів параметр щодо Юпітера — 3,400.